# ألكسيس روزنباوم
ألكسيس روزنباوم (بالفرنسية: Alexis Rosenbaum)‏ هو مدرس وفيلسوف فرنسي، ولد في 4 يونيو 1969 في باريس في فرنسا.